# André Bernardes Santos
André Santos, właśc. André Filipe Bernardes Santos (ur. 20 marca 1989 w Sobreiro Curvo) – piłkarz portugalski grający na pozycji defensywnego pomocnika. Od 2018 roku jest zawodnikiem klubu CS Universitatea Craiova, do którego jest wypożyczony z FC Arouca.

## Kariera klubowa
Karierę piłkarską André Santos rozpoczął w klubie SC Lourinhanense. Następnie w 2000 roku podjął treningi w Sportingu CP. W 2008 roku został wypożyczony do klubu CD Fátima grającego w Segunda Divisão. Pół roku później odszedł na wypożyczenie do drugoligowego União Leiria, z którym wiosną 2009 awansował do pierwszej ligi. Po tym sukcesie przedłużono wypożyczenie Santosa na cały sezon 2009/2010. W 2010 roku wrócił do Sportingu i 22 sierpnia 2010 zadebiutował w nim w lidze w zwycięskim 1:0 domowym meczu z CS Marítimo. 5 grudnia 2010 w meczu z Portimonense SC (3:1) strzelił swojego pierwszego gola w portugalskiej ekstraklasie.
W sezonie 2012/2013 Santos był wypożyczony do Deportivo La Coruña. W sezonie 2013/2014 grał w Vitórii SC, w sezonie 2014/2015 – w tureckim Balıkesirsporze, a w sezonie 2015/2016 – we francuskim FC Metz. Latem 2016 przeszedł do FC Arouca. W 2017 został wypożyczony do CS Universitatea Craiova.
| Sezon   | Klub                     | Kraj       | Rozgrywki        | Mecze | Bramki |
| ------- | ------------------------ | ---------- | ---------------- | ----- | ------ |
| 2008/09 | CD Fátima                | Portugalia | Segunda Divisão  | 16    | 2      |
| 2008/09 | União Leiria             | Portugalia | Liga de Honra    | 9     | 0      |
| 2009/10 | União Leiria             | Portugalia | Primeira Liga    | 30    | 0      |
| 2010/11 | Sporting CP              | Portugalia | Primeira Liga    | 26    | 1      |
| 2011/12 | Sporting CP              | Portugalia | Primeira Liga    | 11    | 0      |
| 2012/13 | Deportivo La Coruña      | Hiszpania  | Primera División | 13    | 0      |
| 2013/14 | Vitória SC               | Portugalia | Primeira Liga    | 25    | 0      |
| 2014/15 | Balıkesirspor            | Turcja     | Süper Lig        | 11    | 1      |
| 2015/16 | FC Metz                  | Francja    | Ligue 2          | 28    | 1      |
| 2016/17 | FC Arouca                | Portugalia | Primeira Liga    | 30    | 1      |
| 2017/18 | FC Arouca                | Portugalia | Segunda Liga     | 18    | 0      |
| 2017/18 | CS Universitatea Craiova | Rumunia    | Liga I           |       |        |

## Kariera reprezentacyjna
W reprezentacji Portugalii André Santos zadebiutował 29 marca 2011 roku w wygranym 2:0 towarzyskim meczu z Finlandią.